# Micropterix isobasella
Micropterix isobasella es una especie de lepidópteros de la familia Micropterigidae. Miden entre 3,5 y 4,4 mm.

## Distribución geográfica
Se encuentra en una región que abarca el sur de Suiza y el norte de Italia. Habita en zonas boscosas, por encima de los 1600 metros de altitud.